# Friedrich Herrlein
Friedrich Herrlein (27 de abril de 1889 - 28 de julio de 1974) fue un General de Infantería alemán en la Wehrmacht durante la II Guerra Mundial que comandó el LV Cuerpo. Fue condecorado con la Cruz de Caballero de la Cruz de Hierro de la Alemania Nazi. Herrlein se rindió a las tropas británicas en 1945 y fue internado hasta 1948.

## Condecoraciones
- Cruz de Caballero de la Cruz de Hierro el 22 de agosto de 1941 como Generalmajor y comandante de la 18. Infanterie-Division[1]